# Nordvestfjord
De Nordvestfjord is een fjord in het oosten van Groenland. De fjord ligt deels in het Nationaal park Noordoost-Groenland en deels in de gemeente Sermersooq. Hij maakt deel uit van het fjordensysteem van Kangertittivaq (Scoresby Sund) en mondt uit in Hall Bredning.
De fjord wordt gevoed door meerdere gletsjers, waaronder de Daugaard-Jensengletsjer. Deze gletsjer is de belangrijkste producent van ijsbergen ten noorden van IJsland en voert vele ijsbergen door de fjord.
Ten noorden van de fjord ligt het Nathorstland, ten noordoosten de Stauningalpen (Scoresbyland), ten zuiden het Renland en ten westen het Th. Sørensenland, Hinksland en Charcotland.

## Zijdalen, fjorden en gletsjers
Gletsjers, fjorden en zijdalen die in de fjord uitkomen zijn (van bron tot monding):
- Daugaard-Jensengletsjer
- Zijarm fjord (linkeroever)
  - F. Graaegletsjer (Nordgletsjer)
  - Charcotgletsjer
- Hammerskjøldgletsjer (Leicester Bugt) (linkeroever)
- Flyverfjord (in de Leeds Bugt) (met Lancasterbugt) (rechteroever)
- baai (rechteroever)
- gletsjer (rechteroever)
- Nordbugten (linkeroever)
- gletsjer (linkeroever)
- Borgbjerggletsjer met Bacchusgletsjer (linkeroever)
- Tritongletsjer en Neptunusgletsjer (Løberengletsjer) (linkeroever)
- Oxfordgletsjer (linkeroever)